# Columnari

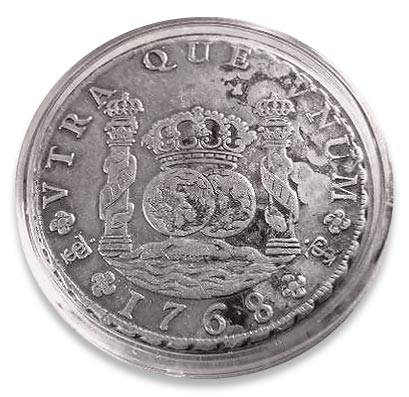
El Columnari de plata, va inspirar per crear el símbol del dòlar, $. Aquest columnari pertany al regnat de Carles III, fet a la seca de Potosí

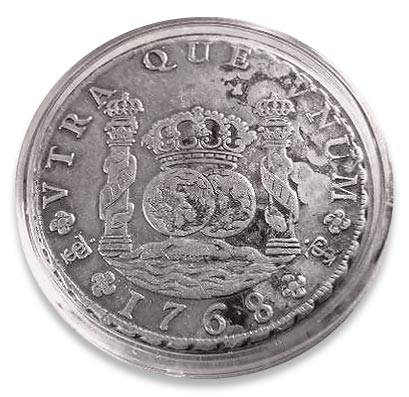
El Columnari de plata, va inspirar per crear el símbol del dòlar, $. Aquest columnari pertany al regnat de Carles III, fet a la seca de Potosí.

Els  columnaris  són un tipus de monedes de plata de la denominació del ral espanyol que van ser emeses per Espanya i les seves colònies d'Amèrica entre els anys 1732 fins a 1773 quan van ser reemplaçats per les  monedes de bust , es van encunyar sobretot a les seques de Mèxic, Potosí i Lima, encara que també en les altres seques colonials com Guatemala, Popayán, i Santiago de Xile. Mentre el columnari és un tipus de moneda i no una nova unitat monetària, es va utilitzar com a denominació major per als columnaris el ral de 8, subdividida en quatre rals, dos rals, un real i mig ral, sent els columnaris els més coneguts rals espanyols que van circular pel món, degut en part a tenir un acabat i qualitat molt superior a l'antiga moneda macuquina.
Els columnaris van ser el reemplaçament de les antigues monedes macuquinas que eren encunyades a cop de martell en totes les seques de imperi colonial espanyol. Les macuquines solien gairebé sempre ser d'irregular forma i per això eren fàcils de retallar per tal de sostreure'ls la plata o l'or abans de retornar a la circulació sense que el públic pogués advertir aquest dany, per contrast el columnari tenia una forma rodona del tot i la vora estava gravat amb un cordonet, sent impossible retallar la moneda i fer-la circular després.
El revers del columnari mostrava un dibuix característic: dos globus terraqüis representant als hemisferis oriental i occidental amb una corona reial sobre de tots dos, sota dels dos globus apareixia un dibuix d'onades marines (representant al mar que separava Europa i Amèrica), apareixia una columna coronada a cada costat dels globus (per la qual cosa les monedes van tenir el nom de columnaris) representant les Columnes d'Hèrcules, cada columna era cenyida amb un drap portant el lema "PLUS ULTRA" (lema nacional d'Espanya que significa en llatí " més enllà "), en la vora superior de l'anvers apareixia la llegenda "UTRAQUE UNUM" que en llatí significa " tots dos són un " ressaltant la unitat entre els territoris de l'Imperi Espanyol en cada hemisferi, en la vora inferior apareixia la data d'emissió i les marques de la seca.
L'anvers de la moneda mostrava el nom del monarca espanyol en llatí seguit de la llegenda (també en llatí) "DG Hispan ET IND REX" que significa " per la gràcia de Déu Rei de les Espanyes i de les Índies  ", a l'esquerra apareixien les inicials del assajador i al centre l'escut d'Espanya en grans dimensions amb una corona reial damunt; per evitar falsificacions o escapçaments de la vora de la moneda tenia gravades unes fulles de llorer en gran detall.
Els  columnaris  són un tipus de monedes de plata de la denominació del ral espanyol que van ser emeses per Espanya i les seves colònies d'Amèrica entre els anys 1732 fins a 1773 quan van ser reemplaçats per les  monedes de bust , es van encunyar sobretot a les seques de Mèxic, Potosí i Lima, encara que també en les altres seques colonials com Guatemala, Popayán, i Santiago de Xile. Mentre el columnari és un tipus de moneda i no una nova unitat monetària, es va utilitzar com a denominació major per als columnaris el ral de 8, subdividida en quatre rals, dos rals, un real i mig ral, sent els columnaris els més coneguts rals espanyols que van circular pel món, degut en part a tenir un acabat i qualitat molt superior a l'antiga moneda macuquina.
Els columnaris van ser el reemplaçament de les antigues monedes macuquinas que eren encunyades a cop de martell en totes les seques de imperi colonial espanyol. Les macuquines solien gairebé sempre ser d'irregular forma i per això eren fàcils de retallar per tal de sostreure'ls la plata o l'or abans de retornar a la circulació sense que el públic pogués advertir aquest dany, per contrast el columnari tenia una forma rodona del tot i la vora estava gravat amb un cordonet, sent impossible retallar la moneda i fer-la circular després.
El revers del columnari mostrava un dibuix característic: dos globus terraqüis representant als hemisferis oriental i occidental amb una corona reial sobre de tots dos, sota dels dos globus apareixia un dibuix d'onades marines (representant al mar que separava Europa i Amèrica), apareixia una columna coronada a cada costat dels globus (per la qual cosa les monedes van tenir el nom de columnaris) representant les Columnes d'Hèrcules, cada columna era cenyida amb un drap portant el lema "PLUS ULTRA" (lema nacional d'Espanya que significa en llatí " més enllà "), en la vora superior de l'anvers apareixia la llegenda "UTRAQUE UNUM" que en llatí significa " tots dos són un " ressaltant la unitat entre els territoris de l'Imperi Espanyol en cada hemisferi, en la vora inferior apareixia la data d'emissió i les marques de la seca.
L'anvers de la moneda mostrava el nom del monarca espanyol en llatí seguit de la llegenda (també en llatí) "DG Hispan ET IND REX" que significa " per la gràcia de Déu Rei de les Espanyes i de les Índies  ", a l'esquerra apareixien les inicials del assajador i al centre l'escut d'Espanya en grans dimensions amb una corona reial damunt; per evitar falsificacions o escapçaments de la vora de la moneda tenia gravades unes fulles de llorer en gran detall.